# Tiêu Ân Tuấn
Tiêu Ân Tuấn (chữ Hán: 焦恩俊, sinh ngày 7 tháng 11 năm 1967) là một nam diễn viên và ca sĩ nhạc pop tiếng Quan Thoại người Đài Loan. Trong suốt sự nghiệp của mình,anh đã để lại cho khán giả những tác phẩm kinh điển như: Thất hiệp ngũ nghĩa, Tiểu lý phi đao, Mộc Quế Anh đại phá thiên môn trận, Thanh Xà Bạch Xà, Trộm long tráo phụng, Thập bát la hán, Lệ ngấn kiếm,Bảo Liên Đăng, Bảo Liên Đăng tiền truyện, Trời xanh đổ lệ,...

## Tiểu sử
Tiêu Ân Tuấn sinh ra tại một gia đình trung lưu tại Gia Nghĩa (Đài Loan) nhưng quê gốc của anh ở Sơn Đông(Trung Quốc). Gia đình anh không có ai gia nhập ngành nghệ thuật. Thần tượng hồi nhỏ của Tiêu Ân Tuấn là Lý Tiểu Long nên ngay từ khi còn nhỏ, anh đã chăm chỉ luyện tập các bộ môn võ thuật như: Kungfu, taekwondo, côn nhị khúc,... và mơ ước sẽ được trở thành một diễn viên võ thuật nổi tiếng.

## Sự nghiệp
Để thực hiện được ước mơ trở thành diễn viên, năm 18 tuổi, Tiêu Ân Tuấn quyết định đi lên Đài Bắc để đăng ký lớp đào tạo diễn viên điện ảnh Trung Quốc và vừa học vừa làm ở đây. Tuy nhiên giai đoạn đầu anh gặp rất nhiều khó khăn vì anh còn quá trẻ chưa có kinh nghiệm diễn xuất. Anh đã phải làm rất nhiều nghề để trang trải cuộc sống của mình như: cắt tóc, rửa bát thuê,... Sau khi cảm thấy bế tắc trong con đường sự nghiệp, anh quyết định nhập ngũ.
Sau 2 năm nhập ngũ trở về, Tiêu Ân Tuấn bắt đầu được các hãng sản xuất phim chú ý và giao cho vai diễn Phương Tuấn Hồng trong bộ phim Mạc Đạo vô tình. Tuy nhiên phải đến năm 1994 khi đóng vai Triển Chiêu trong bộ phim Thất hiệp ngũ nghĩa, anh mới được biết đến rộng rãi.
Năm 1997, anh được nữ văn sĩ Quỳnh Dao giao cho vai phản diện Triển Vân Tường trong bộ phim Trời xanh đổ lệ (hay còn gọi là Nỗi lòng thấu trời xanh). Ở bộ phim này, Tiêu Ân Tuấn đã thể hiện rất tốt một nhân vật tiểu nhân đặc trưng khiến người xem phải ghét cay ghét đắng, anh cũng được bà khen ngợi về diễn xuất. Bộ phim có sự tham gia của các diễn viên như Tưởng Cần Cần (Thủy Linh), Chu Ân, Độ Tông Hoa, Nhạc Diệu Lợi, Đặng Tiệp,...
Năm 1998, tên tuổi của anh trở nên nổi tiếng khắp châu Á và cộng đồng người Hoa trên toàn thế giới biết đến nhờ vai diễn hiệp khách, đa tình Lý Tầm Hoan trong bộ phim Tiểu Lý Phi Đao, được chuyển thể từ cuốn tiểu thuyết Đa tình kiếm khách vô tình kiếm của nhà văn kiếm hiệp Cổ Long. Đây chính là vai diễn định hình cho phong cách các vai diễn khác của anh sau này. Bộ phim cũng có sự góp mặt của các diễn viên nổi tiếng nhất vào thời điểm đó: Tiêu Tường, Du Phi Hồng, Ngô Kinh, Phạm Băng Băng, Giả Tịnh Văn,....
Năm 2004 anh đóng bộ phim Bảo liên đăng với vai Nhị lang thần Dương Tiễn. Vào thời điểm đó, bộ phim đã đạt tỷ suất người xem cao nhất, anh cũng đồng thời trở thành một trong những diễn viên được trả thù lao cao nhất của Trung Quốc Đại Lục.
Năm 2007, sau 3 năm thành công của bộ phim Bảo Liên Đăng, đạo diễn Dư Minh Sinh cho ra mắt bộ phim Bảo Liên Đăng tiền truyện. Tiếp tục đảm nhận vai diễn Nhị lang thần Dương Tiễn, bộ phim của anh đã gặt hái được những thành công ngoài mong đợi.
Năm 2008, anh ký hợp đồng với Star International và lấn sân sang lĩnh vực âm nhạc và điện ảnh. Bộ phim điện ảnh quen thuộc nhất là Ngạnh Hán 2.
Năm 2009 và 2011, anh đã phát hành EP solo đầu tiên: "Tiêu Ân Tuấn" và album: "Mr Vincent".
Năm 2013, anh kết thúc hợp đồng với Star International và thành lập: "Tiêu Ân Tuấn Studio".
Năm 2016, anh trở lại màn ảnh nhỏ với vai phản diện Tiêu Biệt Ly/ Hoa Hàn Y trong bộ phim Tân biên thành lãng tử, tiếp tục là một bộ phim được chuyển thể từ tác phẩm cùng tên của nhà văn kiếm hiệp Cổ Long, với các diễn viên chính trong phim như Chu Nhất Long, Trương Hinh Dư, Sài Bích Vân, Vu Thanh Bân, Cống Mễ, Vương Nghệ Đồng,....

## Hôn nhân và gia đình
Năm 1994, khi sự nghiệp của Tiêu Ân Tuấn đang thời kỳ nở rộ, anh đã kết hôn với Hoàng Uyển Lâm - một chuyên viên hóa trang. Họ đã có với nhau 2 người con gái: Tiêu Mạn Đình và Tiêu Nghi Trân (Annie Chiao). Đặc biệt cô con gái lớn Tiêu Mạn Đình của anh cũng gia nhập làng giải trí.
Năm 2005, cuộc hôn nhân của anh đổ vỡ. Năm 2014 anh tái hôn với nữ diễn viên Đài Loan Lâm Thiên Ngọc- người đã từng hợp tác với anh trong bộ phim Quan quân gặp thục nữ.
Năm 2021 Lâm Thiên Ngọc và Tiêu Ân Tuấn đều thừa nhận mình đã ly hôn vào năm 2020, nhưng cả hai cho biết cuộc hôn nhân đổ vỡ do những bất đồng quan điểm trong lối sống chứ không liên quan đến người thứ ba. Tiêu Ân Tuấn chính thức quay trở lại cuộc sống độc thân và giải nghệ. Hiện tại, anh đang tập trung theo đuổi sự nghiệp nhiếp ảnh.

## Phim ảnh

### Phim điện ảnh
| Năm  | Tên phim tiếng Việt                                 | Tên phim tiếng anh+ tiếng trung                 | Vai diễn                              | Bạn diễn                                              |
| ---- | --------------------------------------------------- | ----------------------------------------------- | ------------------------------------- | ----------------------------------------------------- |
| 1986 | Chiến pháo                                          | The Kinmen Bombs (金門砲戰)                     | Phó Lệnh Bình                         | Kha Tuấn Hùng, Tôn Á Đông, Hà Trọng Côn               |
| 1986 | Quốc phụ truyện                                     | The Story of Dr. Sun Yat-Sen (國父傳)           | Hồ Nghị sinh                          | Huệ Anh Hồng, Lữ Lương Vĩ, Lương Gia Nhân.            |
| 1988 | Thái giám cuối cùng của Trung Quốc                  | Lai Shi, China's Last Eunuch (中國最後一個太監) | Phó quan quân phiệt                   | Lưu Đức Hoa, Ôn Bích Hà, Hồng Kim Bảo, Lâm Chánh Anh  |
| 1992 | Uyên ương hồ điệp mộng                              | Passionate Dream (劍霸天下)                     | Tiểu Tiêu, Cố Vân                     | Hoàng Thiến Như, Nhạc Hồng, La Duệ, Trương Nghệ Đằng  |
| 1993 | Quái nhai lão hổ(Lão hổ qua phố)                    | Drug Tiger ('93街頭霸王)                        | Đàm Gia Hạo                           |                                                       |
| 1999 | Thần thám huyễn ảnh                                 | Thunder Cops (神探幻影)                         | Phó Trấn Hoa                          | Vương Đạo, Lưu Tích Minh, Ông Hồng                    |
| 1999 | Xuân phong đắc ý mai long trấn                      | Four Chefs and a Feast (四個廚師一圍菜)         | Ngô Tuấn                              | Trần Tiểu Xuân, Ngô Thanh Liên, Lê Diệu Tường         |
| 2007 | Thu Chi vũ                                          | 秋之舞                                          | Cừu Thiên Lý                          | La Chí Phong(Daniel Lo), Trình Ung, Đỗ Ngọc Minh      |
| 2008 | Thủy hử anh hùng truyện(phần Lôi Hoành và Chu Đồng) | 雷横与朱仝                                      | Chu Đồng                              | Ngô Việt, Tiêu Tường                                  |
| 2010 | Kinh Tình                                           | Unusual Love (驚情)                             | Quan Ninh                             | Miao Pu, Vương Vũ Tiệp, Lý Nhất Đồng                  |
| 2011 | Đại ngoạn gia/ kiếm khách vượt thời gian            | Super Player (大玩家)                           | Hoàng đế                              | Tôn Hưng, Chung Hân Đồng, Hoắc Tư Yến                 |
| 2012 | Ngạnh hán 2                                         | The Underdog Knight 2 (硬漢2)                   | đôi trưởng đội Hình Cảnh              | Trương Tử Lâm, Lưu Diệp, Lưu Thừa Tuấn, Ngô Vĩnh Luân |
| 2013 | Đạo diễn điên cuồng                                 | I Am Director (瘋狂的導演)                      | Người đại diện quảng cáo Tiêu Ân Tuấn | Từ Phàm, Lưu Hoa, Trương Điện Luân                    |
| 2013 | Cuộc chiến cân não                                  | -War On a String (悬战)                         | Khương Đông                           |                                                       |
| 2013 | A, bạn ơi trả tiền                                  | Return the Money (啊朋友还钱)                   | Tăng Tư Viễn                          | Nhiếp Viễn, Hồ Khả, Lưu Vân Thiên                     |
| 2014 | Thương quá cảnh                                     | 一兵一卒                                        | Vu Vĩnh Phàm                          | An Trạch Hào, Phương Lực Thân(Alex Fong), Kế Xuân Hoa |
| 2015 | Thời gian đi đâu mất rồi                            | Last one the time                               | Diêu Văn Thành                        | Dương Tử, Quách Phẩm Siêu                             |

### Phim truyền hình
| Năm       | Tên phim tiếng Việt                                         | Tên phim tiếng Trung và tiếng Anh             | Vai diễn                                | Bạn diễn |
| 1990      | Mạc đạo vô tình                                             | 莫道无情                                      | Phương Tuấn Hồng                        | Lý Đại Linh, Lôi Thiệu Đồng |
| 1990      | Ba ba vạn tuế                                               | 爸爸万岁                                      | Hồ Chí Vĩ                               | |
| 1991      | Điềm mật chiến tranh(Chiến tranh ngọt ngào)                 | 甜蜜战争                                      | Hồ Tế Dân                               | Lưu Tuyết Hoa, Đặng An Ninh, Phạm Hồng Hiên |
| 1992      | Quan quân gặp thục nữ                                       | 軍官與淑女                                    | Hoa Chí Trung                           | Đồ Thiện Ni, Lâm Thiên Ngọc, Trương Đình, Trương Uyển Di, Tiền Tiểu Hào, Nhiếp Bỉnh Hiền, Khương Hậu Nhậm                                              |
| 1992      | Bán sinh duyên, nhất thế tình(Nửa nhân duyên, một mối tình) | 半生缘一世情                                  | Lý Thụy Thành                           | Lam Khiết Anh, Diêu Vỹ, Dương Khánh Hoàng, Lý Hân, Ngô Phong, Trịnh Dục Chi                                                                            |
| 1993      | Siêu cấp nữ tuần án                                         | 超级女巡按                                    | Lôi Quá                                 | Khương Hậu Nhậm, Phan Nghinh Tử, Thôi Hạo Nhiên, Bối Tâm Du                                                                                            |
| 1993      | Sức cuốn hút chết người                                     | Fatal Attraction (致命的吸引力)               | Triệu Văn Tuyên                         | |
| 1993      | Tiền nhân chướng hoa(Hoa xương rồng)                        | 仙人掌花                                      | Hồ Kiện Quần                            | Trương Thần Quang, Thôi Thúc Sinh, Trương Ngọc Yến,Tịch Mạn Ninh, Dương Thiếu Văn                                                                      |
| 1993      | Bao thanh thiên 1993: Tầm Tần Ký                            | Justice Pao (包青天)                          | Liễu Vân Long                           | Kim Siêu Quần, Hà Gia Kính, Phạm Hồng Thiên |
| 1994      | Minh nguyệt thanh san tại(Trăng sáng núi còn đó)            | 明月青山在                                    | Đường Trị Trung                         | Ông Gia Minh, Lương Tu Thân, Chu Tiêu Vân |
| 1994      | Thiên ngôn vạn ngữ                                          | 千言万语                                      | Kỉ Nhân Kiệt                            | Trương Ngọc Yến, Lâm Thụy Dương, Thôi Bội Nghi, Hoắc Chính Kỳ, La Đình Đình                                                                            |
| 1994      | Thất Hiệp Ngũ Nghĩa                                         | The Seven Heroes and Five Gallants (七俠五義) | Triển Chiêu                             | Tôn Hưng, Trương Phục Kiến, Du An Thuận, Thai Trí Nguyên, Du Tiểu Phàm, Trương Ngọc Yến, Tiêu Tường, Cung Từ Ân, Vương Tư Ý, Đồ Thiện Ni, Khâu Vu Đình |
| 1995      | Kim sinh hữu ước(Kiếp này có hẹn)                           | 今生有约                                      | Cảnh Gia Thụ                            | Trương Ngọc Yến, Mã Như Phong, Ngải Vĩ, Thôi Bội Nghi, Tạ Lệ Kim, Thu Nãi Hoa                                                                          |
| 1995      | Đài Loan tình khát vọng                                     | 台湾情之渴望                                  | Hoàng Thiên Phúc                        | Du Tiểu Phàm, Trương Bội Hoa |
| 1995      | Thiến Nữ U Hồn Tiền Truyện: Mẫu Đan Đăng Lung               | 倩女幽魂前传                                  | Tào Lượng Du                            | Trương Đình, Bành Vỹ Hoa, Khưu Tâm Chí, La Gia Lương, Ông Gia Minh, Cố Quan Trung, Du Tiểu Phàm                                                        |
| 1995      | Tổ mẫu bái quan âm                                          | 妈祖拜观音                                    | Vương Văn Chí                           | Trương Đình, Triệu Nhã Chi, Tiêu Tường, Hoàng Văn Hào, Nghê Tề Dân                                                                                     |
| 1995      | Thương thiên hữu nhãn (Trời cao có mắt)                     | 苍天有眼                                      | Mạnh Thiếu Bạch                         | Trương Đình, Cố Quan Trung, Nghê Tề Dân, Đồ Thiện Ni                                                                                                   |
| 1995      | Bao Thanh Thiên 1995: Thu Chi Vũ, Thẩm Ngự Miêu             | Justice Pao (包青天)                          | Bạch Ngọc Đường                         | Kim Siêu Quần, Lữ Lương Vỹ, Phạm Hồng Hiên |
| 1996      | Du long kinh Phụng/ Cầu Nhiêm Khách và Hồng Phất Nữ         | Qiu Ran Ke Yu Hong Fu Nu (游龙惊凤)           | Lý Thế Dân                              | Kim Siêu Quần, Phan Nghinh Tử, Phạm Hồng Hiên |
| 1996      | series Kim Chung(Kim chung hệ liệt tha môn tam cá)          | 金钟系列她们三个                              | Triệu Hy Bình Lâm Chánh Kiệt Hứa Gia An | Lưu Tuyết Hoa, Lâm Tâm Như, Quy Á Lôi, Thái Nhã Linh, Đồ Mãn Sinh                                                                                      |
| 1996      | Đóa hoa hồng nhung/Duyên phận má hồng                       | Yan Zhi Hua Hong(胭脂花红)                    | Phạm Húc Xuyên                          | Trương Đình, Du Tiểu Phàm, Lâm Vỹ |
| 1997      | Giang hồ tiểu tử                                            | Jiang Hu Xiao Zi (江湖小子)                   | Tiêu Dật Long                           | Trương Vệ Kiện, Trần Đức Dung, Hồ Quân, Trương Phục Kiến                                                                                               |
| 1997      | Thi công kỳ án                                              | The Strange Cases of Lord Shih (施公奇案)     | Hoàng Thiên Bá                          | Thôi Hạo Nhiên, Thai Trí Nguyên |
| 1997      | Đào hoa truyền kỳ/ Tây môn vô hận                           | Xi Men Wu Hen (西門無恨)                      | Cung Nghị                               | Dương Quân Quân, Lưu Đức Khải |
| 1998      | Mộc Quế Anh: Đại Phá Thiên Môn Trận                         | The Heroine of the Yangs (穆桂英)             | Dương Tôn Bảo                           | Trần Tú Văn, Lâm Vĩ Thần, Văn Tụng Nhàn, Dương Trạch Lâm, Cung Tuyết Hoa                                                                               |
| 1998      | Lưu Bá Ôn truyền kỳ phần anh hùng chuyển thế, Dạ lệ ngân    | 刘伯温传奇                                    | Đường Ngọc Trúc                         | Trương Phục Kiến, Địch Oanh, Dương Trọng Ân, Du An Thuận                                                                                               |
| 1998      | Trời xanh đổ lệ                                             | Tears in heaven (蒼天有淚)                    | Triển Vân Tường                         | Tưởng Cần Cần (Thủy Linh), Chu Ân, Độ Tông Hoa, Nhạc Diệu Lợi, Đặng Tiệp                                                                               |
| 1998      | Hoa nở hoa tàn                                              | Flower Blooms Flower Withers (花落花開)       | Kha Nhĩ                                 | Nhạc Linh, Tần Hán, Thẩm Mạnh Sinh, Hứa Thục Bình |
| 1998      | Đao xoáy/ Đao ca chi hồi chuyển đao                         | Swordsman III (刀--迴旋刀)                    | Nguyên Nhân Kính/Nguyên Niệm Tổ         | Lê Mỹ Nhàn, Giả Tịnh Văn, Hà Mỹ Điền, Trần Hồng Liệt, Bào Chánh Phương, Thôi Bội Nghi                                                                  |
| 1998      | Hoa Mộc Lan                                                 | Hua Mulan (花木蘭)                            | Dư Thừa Ân                              | Viên Vịnh Nghi, Triệu Văn Trác, Tôn Hưng, Quan Lễ Kiệt, Trương Thiết Lâm                                                                               |
| 1998      | Tân uyên ương hồ điệp mộng                                  | 新鸳鸯蝴蝶梦                                  | Tào Đỉnh Văn                            | Cung Từ Ân, Thẩm Hải Dung, Bào Chánh Phương, Nhạc Diệu Lợi                                                                                             |
| 1999      | Tiểu Lý Phi Đao                                             | Legend of Dagger Li (小李飛刀)                | Lý Tầm Hoan                             | Tiêu Tường, Du Phi Hồng, Ngô Kinh, Phạm Băng Băng, Giả Tịnh Văn                                                                                        |
| 2000      | Bao Công Xuất Tuần                                          | Return of Judge Bao (包公出巡)                | Triển Chiêu                             | Kim Siêu Quần, Phạm Hồng Thiên |
| 2000      | Cát tường như ý niên lai (Cát tường như ý)                  | 吉祥如意年年来                                | Nạp Đức                                 | Trương Phục Kiến, Liêu Tuấn, Văn Anh, Lưu Chí Hàn, Trần Văn Sơn, Úc Phương, Giả Vĩnh Tiệp                                                              |
| 2001      | Trộm long tráo phụng                                        | The Switch                                    | Chu Thọ/Chính Đức Đế                    | Trương Đình, Ngô Mạnh Đạt, Tống Đan Đan, Ngưu Lợi, Ngưu Thanh Phong                                                                                    |
| 2001      | Thanh Xà Bạch Xà                                            | Madam White Snake (白蛇新傳)                  | Miêu Quân Bảo/ Pháp Hải                 | Phạm Văn Phương, Lý Minh Thuận, Trương Ngọc Yến, Tống Đạt Dân                                                                                          |
| 2001      | Tiểu hoàng đế náo loạn cung đình                            | Ba Sui Long Ye Nao Dong Jing                  | Thanh hà vương gia Lưu Toán             | Thích Tiểu Long, Từ Cẩm Giang, Trương Hằng, Hứa Hoằng Sơn                                                                                              |
| 2002      | Phi Đao Vấn Tình                                            | Frying Daggers                                | Lý Tầm Hoan                             | Trương Diên, Tu Khánh, Vu Lợi, Kim Xảo Xảo |
| 2002      | Hiệp sỹ người sói                                           | Wolf Hero                                     | Suất Thiên Hành, Lang hiệp              | Phan Tuệ Như, Trương Minh Kiện, Vương Hân, Trần Hồng, Ngô Thần Quân                                                                                    |
| 2002      | Thập bát la hán                                             | Eighteen Monks                                | Lý Như Bích/Vô Trần                     | Hà Nhuận Đông, Hồ Tịnh, Hồ Khả, Đới Kiều Thiên, Trương Thiết Lâm                                                                                       |
| 2003      | Lôi Phong Tháp anh hùng truyện                              | 雷峰塔英雄传                                  | Thích Kế Quang                          | Dương Văn Na, Trương Thiết Lâm, Vương Thi Hòe, Vu Quân                                                                                                 |
| 2003      | Võ Đang 1                                                   | Wudang I (武当)                               | Trương Quân Bảo - Trương Tam Phong      | Nghiêm Khoan, Lý Nhược Đồng, Trương Tây, Kế Xuân Hoa                                                                                                   |
| 2003      | Vô hà thiên                                                 | 无河天                                        | Kim Tổng Tài                            | Đồ Thiện Ni, Thẩm Mạnh Sinh, Thái Giai Hoành, Liễu Tĩnh Văn, Chương Gia Tuyên, Đàm Tuấn Ngạn, Trần Đức Liệt                                            |
| 2003      | Phụng Cầu Hoàn                                              | Fengqiu Huang (鳳求凰)                        | Tư Mã Tương Như                         | Park Si-Yeon, Lưu Hi Viên, Đào Tuệ Mẫn, Lưu Tiểu Phong, Trần Minh Hạo, Diêu An Liêm                                                                    |
| 2004      | Bảo Liên Đăng                                               | The Lotus Lantern (寶蓮燈)                    | Nhị Lang Thần                           | Thư Sướng, Tào Tuấn, Lâm Tương Bình, Lưu Hiểu Khánh, Park Si Yeon, Nhan Đan Thần.                                                                      |
| 2004      | Phong lưu hý vương                                          | 风流戏王                                      | Lý Ngư                                  | Ninh Tịnh, Đới Kiều Thiên, Triệu Lượng, Lôi Khác Sinh, Lý Công Luật                                                                                    |
| 2004      | Tôi yêu sư tử hà đông                                       | I Love Lion Princess (我爱河东狮)             | Liễu Sỹ Kiệt                            | Trần Hảo, Thường Thành, Đinh Tử Tuấn,Tiết Giai Ngưng                                                                                                   |
| 2004      | Lệ Ngân Kiếm/ Anh hùng vô lệ                                | Lei Hen Jian (泪痕剑)                         | Trác Đông Lai                           | Thái Thiếu Phân, Thường Thành, Thang Quân Hy, Cao Lộ, Thích Tích Sức, Lý Địch Nhàn                                                                     |
| 2005      | Hồng hài nhi                                                | Hong Hai Er (紅孩兒)                          | Ngưu Ma Vương                           | Đinh Vũ Giai, Diệp Đồng, Quách Phi Lệ, Trần Tử Hàm, Trương Tây, Nhạc Diệu Lợi, Đới Xuân Vinh                                                           |
| 2005      | Truyền thuyết trời và đất                                   | Ancient Legends (遠古的傳說)                  | Phục Hy                                 | Tào Vinh, Lý Đình Nghi, Trương Chí Vĩ, Hoàng Y Y, Hà Lâm                                                                                               |
| 2005      | Võ Đang 2                                                   | Wudang II (武当)                              | Trương Tam Phong                        | Ngô Kinh, Trần Pháp Dung, Mã Tô |
| 2006      | Bích Huyết Kiếm                                             | Sword Stained with Royal Blood (碧血劍)       | Kim Xà Lang Quân Hạ Tuyết Nghi          | Đậu Trí Khổng, Huỳnh Thánh Y, Mã Tô, Tiêu Thục Thận, Tôn Phi Phi, Hà Tình                                                                              |
| 2006      | Nhật Nguyệt Lăng Không                                      | The Shadow of Empress Wu (日月凌空)           | Hạ Lan Mẫn Chi                          | Lưu Hiểu Khánh, Huỳnh Thánh Y, Lý Tông Hàn, Quan Hiểu Đồng, Mã Hiểu Vỹ, Dương Tử                                                                       |
| 2006-2007 | Chiếc Điện Thoại Thần Kỳ                                    | Magic mobifone                                | Du Sở Vi                                | Lý Tân, Thư Sướng, Lưu Hi Viên, Trần Sáng, Hồng Ất Tâm, Tạ Trữ, Đinh Kiện, Trần Minh Hạo                                                               |
| 2007      | Bảo Liên Đăng Tiền Truyện                                   | The Prelude of Lotus Lantern (宝莲灯前传)     | Dương Tiễn                              | Châu Dương, Lưu Hiểu Khánh, Lưu Đào,Tống Tổ Nhi, Lâm Tương Bình,Lý Hân Nhữ, Lưu Hi Viện.                                                               |
| 2008      | Chị em si tình                                              | 金融危机之迷情姐妹                            | Trần Thiên Kỳ                           | Lý Giai Lân, Điền Lệ, Dương Mai, Trình Ung, Dương Kim Thừa                                                                                             |
| 2009      | Hàn Tín                                                     | Han Xin                                       | Hàn Tín                                 | Ngô Nghị Tướng, Tôn Hải Anh, Tôn Nhã, Lưu Phục Linh,...                                                                                                |
| 2010      | Truyền thuyết trời và đất                                   | Ancient Legends (遠古的傳說)                  | Thần Nông                               | Ngô Thần Quân, Lưu Đức Khải, Văn Thanh, Lưu Giai, Liêu Kinh Sinh                                                                                       |
| 2011      | Thế Gian đạo                                                | Revenge (世间道)                              | Trình Tử Phàm/Cổ Thanh Sinh             | Trần Đức Dung, Ngô Tình, Diêu Cương,Diêu Trác Quân, Dương Hoài Dân                                                                                     |
| 2012      | Hiệp Ẩn Ký                                                  | Xia Yin Ji (侠隐记)                           | Diệp Hồng Ảnh                           | Hồng Kiếm Đào, Vương Tứ Ý, Tề Phương, Hạ Thừa Cơ |
| 2013      | Kiếp hồng Nhan/Nam quốc hữu giai nhân                       | Beauty in the South (南国有佳人)              | Trương Mặc Bạch                         | Trần Di Dung, Ông Hồng, Ô Tĩnh Tĩnh, Bảo Kiếm Phong, Hà Mỹ Điền, Từ Tiễn, Trương Ân Tề                                                                 |
| 2013      | Đợi đến ngày chiến thắng                                    | 等到胜利那一天                                | Lăng Vĩnh Đạt                           | Tôn Phi Phi, Trương Quang Bắc, Vương Đồng Huy, Triệu Tuyết Liên, An Trạch Hào                                                                          |
| 2013      | Việt cảnh                                                   | Yue Jin (越境)                                | Vinh Lập Nhân                           | La Gia Lương, Phó Trình Bằng, Vương Kính Tùng, Khấu Chấn Hải, Kim Mân Mân, Bào Quốc An                                                                 |
| 2014      | Hoàng Phủ Mịch Truyền kỳ                                    | Huangfu Highly Skilled Doctor                 | Tấn Vũ Đế Tư Mã Viêm                    | Trần Hạo Dân,Vương Âu, Phàn Thiếu Hoàng |
| 2015      | Thiếu nữ toàn phong                                         | Tornado Girl                                  | Khúc Hướng Nam                          | Dương Dương, Hồ Băng Khanh,Trương Tuyết Nghênh, Bạch Kính Đình,..                                                                                      |
| 2016      | Tân biên thành lãng tử                                      | Border-Town Prodigal (新 边城)                | Tiêu Biệt Ly/Hoa Hàn Y                  | Chu Nhất Long,Trương Hinh Dư, Sài Bích Vân,Vu Thanh Bân, Cống Mễ, Vương Nghệ Đồng, Trương Tuấn Ninh                                                    |

## Âm nhạc
- 2009: Vincent Chiao (焦恩俊) (EP): Kungfu, Tam sinh thạch, Thật sự rất đau, tình yêu Seoul.
- 2011: "Dandelion" (蒲公英) (đĩa đơn).
- 2011: Mr. Vincent (文森特先生) (album): bồ công anh, bầy chim di cư, sao bắc cực, Thiên hạ của ta (Ost Nam quốc hữu giai nhân), cô đơn chờ đợi, bờ biển, đám mây thiên sứ.